# Hasketon
Hasketon är en by och en civil parish i distriktet East Suffolk, Suffolk, England. Orten har 409 invånare (2001).